# Villedieu-la-Blouère
Villedieu-la-Blouère és un municipi francès situat al departament de Maine i Loira i a la regió de País del Loira. L'any 2007 tenia 2.269 habitants.

## Demografia

### Població
El 2007 la població de fet de Villedieu-la-Blouère era de 2.269 persones. Hi havia 876 famílies de les quals 224 eren unipersonals (112 homes vivint sols i 112 dones vivint soles), 268 parelles sense fills, 320 parelles amb fills i 64 famílies monoparentals amb fills.
La població ha evolucionat segons el següent gràfic:
Habitants censats

### Habitatges
El 2007 hi havia 957 habitatges, 887 eren l'habitatge principal de la família, 11 eren segones residències i 59 estaven desocupats. 917 eren cases i 37 eren apartaments. Dels 887 habitatges principals, 680 estaven ocupats pels seus propietaris, 205 estaven llogats i ocupats pels llogaters i 2 estaven cedits a títol gratuït; 3 tenien una cambra, 53 en tenien dues, 102 en tenien tres, 201 en tenien quatre i 528 en tenien cinc o més. 726 habitatges disposaven pel capbaix d'una plaça de pàrquing. A 409 habitatges hi havia un automòbil i a 416 n'hi havia dos o més.

### Piràmide de població
La piràmide de població per edats i sexe el 2009 era:
| Homes | Edats   | Dones |
| ----- | ------- | ----- |
| 0     | 95 o +  | 4     |
| 4     | 90 a 94 | 12    |
| 24    | 85 a 89 | 24    |
| 12    | 80 a 84 | 28    |
| 44    | 75 a 79 | 60    |
| 24    | 70 a 74 | 44    |
| 40    | 65 a 69 | 56    |
| 36    | 60 a 64 | 56    |
| 72    | 55 a 59 | 44    |
| 72    | 50 a 54 | 68    |
| 64    | 45 a 49 | 88    |
| 96    | 40 a 44 | 60    |
| 60    | 35 a 39 | 68    |
| 92    | 30 a 34 | 76    |
| 44    | 25 a 29 | 52    |
| 92    | 20 a 24 | 28    |
| 72    | 15 a 19 | 92    |
| 84    | 10 a 14 | 80    |
| 56    | 5 a 9   | 40    |
| 40    | 0 a 4   | 64    |

## Economia
El 2007 la població en edat de treballar era de 1.394 persones, 1.110 eren actives i 284 eren inactives. De les 1.110 persones actives 1.043 estaven ocupades (606 homes i 437 dones) i 67 estaven aturades (17 homes i 50 dones). De les 284 persones inactives 117 estaven jubilades, 90 estaven estudiant i 77 estaven classificades com a «altres inactius».

### Ingressos
El 2009 a Villedieu-la-Blouère hi havia 959 unitats fiscals que integraven 2.423 persones, la mediana anual d'ingressos fiscals per persona era de 16.489 €.

### Activitats econòmiques
Dels 103 establiments que hi havia el 2007, 1 era d'una empresa extractiva, 4 d'empreses alimentàries, 14 d'empreses de fabricació d'altres productes industrials, 26 d'empreses de construcció, 18 d'empreses de comerç i reparació d'automòbils, 5 d'empreses de transport, 3 d'empreses d'hostatgeria i restauració, 5 d'empreses financeres, 3 d'empreses immobiliàries, 6 d'empreses de serveis, 14 d'entitats de l'administració pública i 4 d'empreses classificades com a «altres activitats de serveis».
Dels 30 establiments de servei als particulars que hi havia el 2009, 1 era una oficina de correu, 2 oficines bancàries, 1 taller de reparació d'automòbils i de material agrícola, 1 autoescola, 3 paletes, 7 guixaires pintors, 4 fusteries, 4 lampisteries, 3 electricistes, 1 empresa de construcció, 2 perruqueries i 1 restaurant.
Dels 6 establiments comercials que hi havia el 2009, 1 era un supermercat, 3 fleques i 2 botigues de roba.
L'any 2000 a Villedieu-la-Blouère hi havia 27 explotacions agrícoles que ocupaven un total de 1.050 hectàrees.

## Equipaments sanitaris i escolars
El 2009 hi havia 1 farmàcia i 1 ambulància.
El 2009 hi havia 2 escoles elementals.

## Poblacions més properes
El següent diagrama mostra les poblacions més properes.